# آلية التأرجح
في نظرية التوحيد العظمى لفيزياء الجسيمات، وعلى وجه الخصوص، في نظريات كتل النيوترينو وتذبذب النيوترينو، تعد آلية التأرجح نموذجًا عامًا يستخدم لفهم الأحجام النسبية لكتل النيوترينو المرصودة، بترتيب إلكترون فولت (eV)، مقارنةً بـتلك الموجودة في الكواركات واللبتونات المشحونة، والتي هي أثقل بملايين المرات.
هناك عدة أنواع من النماذج، كل منها يمتد إلى نظرية النموذج العياري. أبسط نسخة، "النوع 1"، توسع نظرية النموذج العياري بافتراض اثنين أو أكثر من حقول النيوترينو اليمنى الإضافية الخاملة تحت التآثر الكهروضعيف، ووجود مقياس كتلة كبير جدًا. هذا يسمح بتحديد مقياس الكتلة مع المقياس المفترض للتوحيد الكبير.